# Дивљака
Дивљака (алб. Divlakë) је насеље у општини Липљан, Косово и Метохија, Република Србија.

## Становништво
| Демографија | Демографија | Демографија |
| Година      | Становника  | Становника  |
| ----------- | ----------- | ----------- |
| 1948.       | 90          |             |
| 1953.       | 99          |             |
| 1961.       | 98          |             |
| 1971.       | 112         |             |
| 1981.       | 90          |             |
| 1991.       | 119         |             |